# 劉元燮
劉元燮（1701年—1768年），字孟調、一字夢調，號理齋，湖南省長沙府湘潭縣（今湖南省湘潭市）人，清朝政治人物、進士出身。

## 生平
雍正八年，登進士第2甲第72名，改庶吉士。雍正十一年，任翰林院編修。雍正十三年，任浙江鄉試副考官，協理山西道監察御史。乾隆元年，擔任四川鄉試副考官。乾隆二年，擔任廣西蒼梧道。乾隆六年，守制回籍。著述有《寒香草堂集》、《耨學齋槀》、《梅槎吟》。

## 家族
祖父劉鎮邦。父劉松。
有子劉亨地、孫劉鐸、劉鎬、劉鉞、劉釗、劉鈺、劉錕。